# Pedro Santana Lopes
Pedro Miguel de Santana Lopes GCC (Lisboa, 29 de junho de 1956) é um advogado e político português. Foi primeiro-ministro do XVI Governo Constitucional de Portugal, entre 2004 e 2005. Atualmente é presidente da câmara municipal da Figueira da Foz, distrito de Coimbra. 
Foi o líder do partido Aliança — que fundou — até 26 de Setembro de 2020.

## Biografia

### Percurso profissional
Criado em Lisboa, frequentou o Liceu Padre António Vieira e a Faculdade de Direito da Universidade de Lisboa. Aí fundou em 1976 o MID - Movimento Independente de Direito, um grupo independente das jotas através do qual conseguiu ser eleito presidente da AAFDL - Associação Académica da Faculdade de Direito de Lisboa. Foi igualmente eleito representante dos estudantes no Conselho Diretivo e na Assembleia da Faculdade.
Terminada a licenciatura, Santana Lopes é chamado para adjunto do Ministro Álvaro Monjardino, no IV Governo Constitucional, de iniciativa presidencial de Ramalho Eanes e tendo como Primeiro-Ministro Carlos Mota Pinto. 
A seguir, com vista a dar continuidade aos seus estudos, viajava para a Alemanha, com uma bolsa do Serviço Alemão de Intercâmbio Académico (Deutscher Akademischer Austauschdienst), na qualidade de investigador do Instituto de Direito Europeu e do Instituto para a Investigação da Ciência Política e Questões Europeias da Universidade de Colónia.
Em 1980, porém, decide regressar a Portugal, na sequência das eleições legislativas de 1979, ganhas com maioria absoluta pela Aliança Democrática. Torna-se entao assessor jurídico de Francisco Sá Carneiro, nomeado Primeiro-Ministro do VI Governo Constitucional, função que desempenha até à morte deste, no Acidente de Camarate.
A seguir, ao mesmo tempo que assume o mandato de deputado na Assembleia da República, volta à Faculdade de Direito, lecionando como assistente no Grupo de Ciências Jurídico-Políticas, onde colabora com o professor Jorge Miranda. Será ainda presidente do Conselho de Administração do Instituto de Estudos Políticos, entre 1983 e 1987.
Realizou o estágio de advocacia e foi admitido em 1982 na Ordem dos Advogados Portugueses.
Também dirigiu o contencioso da empresa de análises de mercado e sondagens Euroexpansão, entre 1983 e 1985.
Em Outubro de 2005 (com 49 anos) reformou-se com uma pensão mensal de 3178 euros como ex-presidente das câmaras municipais da Figueira da Foz e de Lisboa.

## Vida pública

### Adesão aoPartido Social Democrata
Santana Lopes aderiu ao Partido Social Democrata em 1976.
Apoiante da coligação Aliança Democrática e de Sá Carneiro, é incluído pela primeira vez nas listas do partido à Assembleia da República em 1980. Será eleito deputado na sequência dessas legislativas, assumindo o mandato após a morte de Sá Carneiro no Acidente de Camarate.

### Ala Nova Esperança e apoio aCavaco Silva
Depois de ter sido assessor de Francisco Sá Carneiro e já deputado eleito à Assembleia da República, no PSD Santana Lopes conspirou contra o governo do Bloco Central, ao lado de Marcelo Rebelo de Sousa, Durão Barroso e José Miguel Júdice, na Ala Nova Esperança. A seguir converteu-se, como Durão Barroso, em apoiante de Aníbal Cavaco Silva, eleito líder do partido, no congresso da Figueira da Foz, em 1985.
Em 1986, um ano depois de Cavaco Silva se tornar Primeiro-Ministro, Santana Lopes é escolhido para Secretário de Estado da Presidência do Conselho de Ministros. Nesse período negociou o Acordo Ortográfico de 1990.
Logo no ano seguinte será candidato nas primeiras eleições portuguesas para o Parlamento Europeu, onde exerce a função de vice-presidente da Comissão dos Assuntos Políticos. Mas abandona o mandato ao fim de dois anos, quando decide dedicar-se à comunicação social.

### Aposta na comunicação social
Ainda em 1988 funda, juntamente com o seu antigo companheiro da AAFDL, Rui Gomes da Silva, a PEI - Projectos, Estudos, Informação. Através desta empresa, Santana e Gomes da Silva concorrem às privatizações da imprensa, adquirindo ao Estado o jornal Record e o Diário Popular, este último encerrado em 1991. Com a mesma empresa participa ainda na constituição do jornal O Liberal, da Rádio Geste, e da revista Sábado (não confundir com a revista homónima, que é publicada desde 2004), dirigida por Miguel Sousa Tavares, que abandona o projeto ao fim de escassos meses.

### Regresso ao governo de Cavaco
Santana Lopes deixa a PEI em 1990 e volta ao governo. Assume então o cargo de Secretário de Estado da Cultura do XI Governo, em substituição de Teresa Patrício Gouveia. Nesse período tem destaque o evento Lisboa 94 - Capital Europeia da Cultura. Demitir-se-ia do cargo de Secretário do Estado da Cultura por discordar da estratégia do PSD, no conflito institucional com o Presidente da República, Mário Soares.
Quando saiu do Governo regressou à advocacia, integrando a sociedade de advogados de que fazia parte o antigo Ministro da Qualidade de Vida, João Vaz Serra de Moura, Vaz Serra, Moura, Chaves & Associados, durante um ano. Depois lecionou as disciplinas de Direito Internacional Público e Ciência Política, na Universidade Lusíada de Lisboa, regeu Sistemas Constitucionais Comparados, na Universidade Moderna, e Direito Constitucional, na Universidade Internacional.
Em 1995, ano do fim do terceiro governo de Cavaco Silva — que abandonava também a liderança do PSD para se candidatar à Presidente da República —, Santana lança-se pela primeira vez na luta pela liderança do partido, anunciando-se candidato contra Fernando Nogueira e Durão Barroso, mas desiste em cima da hora e opta por não ir a votos.

### Presidência doSporting
Em 1995, retirado da política ativa, Santana Lopes aceita o repto de José Roquette para se candidatar à presidência do seu clube de sempre, o Sporting Clube de Portugal. Consta que como Roquette, que tinha uma estratégia para o clube, não estava disposto a envolver-se diretamente no futebol, resolveu apoiar para a presidência alguém com uma imagem pública forte, escolhendo Santana Lopes; com a condição de que este não teria atividade política enquanto estivesse na liderança do clube de Alvalade.
Como presidente do Sporting, acabou com o futebol feminino, voleibol, hóquei em patins e basquetebol (este por referendo aos sócios). Instituiu uma quota extraordinária aos sócios.
Santana sucedeu assim a José de Sousa Cintra como presidente do clube de Alvalade, cargo que desempenhou durante um ano, entre 2 de Junho de 1995 e 11 de Abril de 1996, comemorando, ainda em 1995, a vitória do clube na Taça de Portugal de 1994/95. A sua passagem ficaria ainda marcada pela rotura com o treinador Carlos Queirós, despedido do clube em 1996, e que Santana Lopes substituiu por Octávio Machado.

### Regresso à política; conquista das câmaras daFigueira da FozeLisboa
A demissão do SCP é ditada pelo regresso à política. Em 1996 Santana volta a anunciar-se candidato na corrida pela liderança do PSD, depois do desafio lançado por Marcelo Rebelo de Sousa, que acabou por alcançar a vitória no congresso de Santa Maria da Feira e tornar-se presidente do partido.
Apesar de ter sido seu adversário nas eleições internas, Marcelo desafia Santana Lopes a candidatar-se à Câmara Municipal da Figueira da Foz, autarquia que conquista, nas eleições de 1997, com perto de 60 por cento dos votos. Quando Santana Lopes começou o mandato na Figueira da Foz (no início de 1998), a dívida da autarquia era de pouco mais de €9 milhões. Quando Santana Lopes saiu, no final de 2001 (para ir concorrer à Câmara de Lisboa), a Figueira da Foz devia já mais de € 41 milhões – uma subida de 347% em apenas três anos, ou seja, Santana dobrou a dívida em cada ano de mandato que cumpriu.
Em 2000, e pela terceira vez em cinco anos, volta a anunciar a sua candidatura à liderança do PSD. Irá medir forças com Luís Marques Mendes e, mais uma vez, com Durão Barroso. É Durão Barroso quem acaba por conquistar o partido; no congresso realizado em 2002, em que Durão é reeleito, leva Santana para vice-presidente do PSD.
Além disso, Santana foi também o candidato do partido à Câmara Municipal de Lisboa, onde consegue derrotar, contra todas as sondagens, a candidatura socialista de João Barroso Soares.

### Indigitação como primeiro-ministro e dissolução doParlamento
Em 2004 Durão Barroso demite-se do cargo de primeiro-ministro do XV Governo Constitucional para assumir a presidência da Comissão Europeia.
Pedro Santana Lopes, então vice-presidente do PSD e presidente da Câmara Municipal de Lisboa, é indigitado para o governo, pela mão de Jorge Sampaio.
Toma posse como primeiro-ministro do XVI Governo Constitucional, em 17 de Julho de 2004.
Passados poucos meses, no entanto, dada a instabilidade governativa, com várias remodelações ministeriais e demissões em várias magistraturas da Administração Pública, Sampaio dissolve a Assembleia da República, seguindo-se a demissão de Santana Lopes.
Nas eleições legislativas de 2005, apresenta-se como candidato do PSD, mas é José Sócrates, do Partido Socialista, quem sai vencedor, conseguindo a primeira maioria absoluta do PS.

### Segundo regresso à política
Depois de ter sido derrotado pelo PS, nas legislativas de 2005, Santana Lopes esteve ausente da vida política até Luís Filipe Menezes ser eleito líder do PSD, contra Luís Marques Mendes, em eleições diretas realizadas em 2007. Retomou então o mandato de deputado à Assembleia da República (para o qual fora eleito enquanto cabeça-de-lista pelo Círculo de Lisboa), para assumir o cargo de presidente do Grupo Parlamentar do PSD.
Em 2008, com o fim da liderança de Menezes, que se demitiu na sequência da contestação interna à sua direção, ao fim de cerca de seis meses de mandato à frente da direção do PSD, Santana foi candidato a líder do partido, aquando das eleições diretas a que concorreram Manuela Ferreira Leite e Pedro Passos Coelho. Perdeu para as duas candidaturas; Ferreira Leite obteve 37,67% dos votos, seguindo-se Pedro Passos Coelho, com 31,07%, tendo Santana Lopes alcançado 29%.
Sob a liderança de Ferreira Leite, em 2009, Santana foi, de novo, candidato ao Município de Lisboa, desta vez numa coligação que envolveu o PSD, o CDS-PP, o MPT - Partido da Terra e o PPM. Perdeu para António Costa, mantendo-se, no entanto, como vereador da oposição, líder de bancada do PSD, até ao anúncio da candidatura de Fernando Seara, em 2013.
Em março de 2011, um ano depois de Passos Coelho ter chegado à liderança, Santana abriu a porta à criação de um novo partido, porque estava “farto de algumas coisas” que se estavam a passar no PSD.
Em 2011 o governo de Passos Coelho e Paulo Portas indica-o como Provedor da Santa Casa da Misericórdia de Lisboa, cargo em que Santana foi reconduzido, pelo governo de António Costa em 2016, para novo mandato de três anos.
Após a pesada derrota eleitoral do Partido Social Democrata nas eleições autárquicas de 2017 e o anúncio de Passos Coelho de não se recandidatar à liderança do partido, Pedro Santana Lopes avançou como candidato às eleições diretas do partido, cessando funções na Santa Casa da Misericórdia de Lisboa. Tendo como adversário Rui Rio, esta foi a quinta vez que Santana Lopes se anunciou candidato à liderança dos social-democratas. Nas eleições diretas realizadas a 13 de janeiro de 2018, seria o ex-presidente da Câmara do Porto a vencer sobre Santana, que obteve 45,63%, contra 54,37% dos votos dos militantes do PSD.

### Partido Aliança
Em agosto de 2018, anunciou a desfiliação do PSD e a fundação de um novo partido, Aliança, que foi legalizado a 23 de outubro de 2018 e se define como “personalista, liberalista e solidário. Europeísta, mas sem dogmas, sem seguir qualquer cartilha e que contesta a receita macroeconómica de Bruxelas”.
A 26 de setembro de 2020, em Torres Vedras, subiu ao palco do 2.º Congresso do partido que fundou, para proferir um curto discurso de despedida e sair de cena.

### Presidente da Câmara da Figueira da Foz
Nas Eleições autárquicas portuguesas de 2021 apresentou-se como candidato independente à Câmara da Figueira da Foz, exatamente 24 anos depois de o ter feito pela primeira vez.
Santana Lopes venceu sem maioria absoluta. Teve uma diferença de apenas 619 votos em relação ao PS. Santana perdeu a Assembleia Municipal e só ganhou duas das 14 freguesias. O movimento independente Figueira A Primeira elegeu quatro vereadores, o PS outros quatro e o PSD um.

### Eventual candidatura a Presidente da República
Em Abril de 2023, Santana Lopes afirmou que não há nenhum político em Portugal que tenha tanta capacidade para ser presidente da República como o próprio. 
Santana Lopes, que não descartou uma candidatura a Belém — considerando as eleições presidenciais de 2026 —, frisou que não há nada que o impeça de dar esse passo e mostrou-se confiante sobre o futuro.
Um ano mais tarde, em Abril de 2024 uma sondagem da Intercampus para o Correio da Manhã e o Jornal de Negócios dava António Costa como o potencial candidato favorito dos portugueses.
Em setembro de 2024, afirmou que tem as qualidades necessárias para exercer bem a Presidência da República.

## Clube de Bilderberg
Em junho de 2004, assim como José Sócrates, Pedro Santana Lopes participou do encontro do Clube de Bilderberg realizado em Stresa, Itália, no mês anterior a ter assumido o cargo de primeiro-ministro.

## Resultados Eleitorais

### Eleições Legislativas
| Data | Partido     | Partido          | Círculo eleitoral | Posição      | Cl.     | Votos          | %              | +/-    | Status                                                                                                | Notas                                |
| ---- | ----------- | ---------------- | ----------------- | ------------ | ------- | -------------- | -------------- | ------ | --- | ------------------------------------ |
| 1980 |             | AD (PSD-CDS-PPM) | Lisboa            | 27.º (em 56) | 1.º     | 548 892        | 41,57 / 100,00 |        | Não eleito                                                                                            | Assumiu o lugar de deputado em 1980. |
| 1983 |             | PPD/PSD          | Lisboa            | 3.º (em 56)  | 3.º     | 276 660        | 21,83 / 100,00 |        | Eleito                                                                                                |                                      |
| 1985 | 6.º (em 56) | PPD/PSD          | Lisboa            | 1.º          | 329 783 | 25,60 / 100,00 | 3,77           | Eleito | Secretário de Estado da Presidência (1985–1987)                                                       |                                      |
| 1987 | 5.º (em 56) | PPD/PSD          | Lisboa            | 1.º          | 564 553 | 45,82 / 100,00 | 20,22          | Eleito | Secretário de Estado da Cultura (1990–1994)                                                           |                                      |
| 1991 | 6.º (em 50) | PPD/PSD          | Lisboa            | 1.º          | 556 881 | 45,30 / 100,00 | 0,52           | Eleito | Secretário de Estado da Cultura (1990–1994)                                                           |                                      |
| 1999 | Coimbra     | PPD/PSD          | 1.º (em 10)       | 2.º          | 81 760  | 35,17 / 100,00 |                | Eleito | |                                      |
| 2005 | Lisboa      | PPD/PSD          | 1.º (em 48)       | 2.º          | 280 697 | 23,64 / 100,00 |                | Eleito | Presidente do Partido Social Democrata (2004–2005) Presidente do Grupo Parlamentar do PSD (2007–2008) |                                      |
| 2019 | Lisboa      |                  | A                 | 1.º (em 48)  | 10.º    | 14 036         | 1,27 / 100,00  |        | Não eleito                                                                                            | Presidente do Aliança (2018–2020)    |

### Eleições Autárquicas

#### Câmara Municipal
| Data | Partido | Partido           | Concelho        | Posição     | Cl. | Votos   | %              | +/- | Status | Notas                                                                             |
| ---- | ------- | ----------------- | --------------- | ----------- | --- | ------- | -------------- | --- | ------ | --------------------------------------------------------------------------------- |
| 1997 |         | PPD/PSD           | Figueira da Foz | 1.º (em 9)  | 1.º | 22 133  | 59,88 / 100,00 |     | Eleito | Presidente da Câmara Municipal da Figueira da Foz                                 |
| 2001 |         | PSD-PPM           | Lisboa          | 1.º (em 17) | 1.º | 131 135 | 41,98 / 100,00 |     | Eleito | Presidente da Câmara Municipal de Lisboa (2001–2004; 2005)                        |
| 2009 |         | PSD-CDS-PPM-MPT   | Lisboa          | 1.º (em 17) | 2.º | 108 457 | 38,69 / 100,00 |     | Eleito |                                                                                   |
| 2021 |         | Grupo de Cidadãos | Figueira da Foz | 1.º (em 9)  | 1.º | 12 528  | 40,39 / 100,00 |     | Eleito | Movimento "Figueira a Primeira" Presidente da Câmara Municipal da Figueira da Foz |

### Eleições Europeias
| Data | Partido | Partido | Posição     | Cl. | Votos     | %              | +/- | Status | Notas |
| ---- | ------- | ------- | ----------- | --- | --------- | -------------- | --- | ------ | ----- |
| 1987 |         | PPD/PSD | 1.º (em 24) | 1.º | 2 111 828 | 37,45 / 100,00 |     | Eleito |       |

### Eleições diretas do PSD

#### Eleições diretas de 2008
| Partido                    | Partido         | Candidato              | Votos  | Votos (%) |
| -------------------------- | --------------- | ---------------------- | ------ | --------- |
|                            | PSD             | Manuela Ferreira Leite | 17 224 | 37,9%     |
|                            | PSD             | Pedro Passos Coelho    | 14 134 | 31,1%     |
|                            | PSD             | Pedro Santana Lopes    | 13 427 | 29,55%    |
|                            | PSD             | Patinha Antão          | 308    | 0,68%     |
| Totais                     | Totais          | Totais                 | 45 093 |           |
| Votos em Branco            | Votos em Branco | Votos em Branco        | 254    | 0,56%     |
| Votos Nulos                | Votos Nulos     | Votos Nulos            | 97     | 0,21%     |
| Participação               | Participação    | Participação           | 45 444 | 58,95%    |
| Fonte: Resultados Oficiais |                 |                        |        |           |

#### Eleições diretas de 2018
| Partido                    | Partido         | Candidato           | Votos  | Votos (%) |
| -------------------------- | --------------- | ------------------- | ------ | --------- |
|                            | PSD             | Rui Rio             | 22 728 | 53,28%    |
|                            | PSD             | Pedro Santana Lopes | 19 244 | 45,12%    |
| Totais                     | Totais          | Totais              | 41 972 |           |
| Votos em Branco            | Votos em Branco | Votos em Branco     | 447    | 1,05%     |
| Votos Nulos                | Votos Nulos     | Votos Nulos         | 236    | 0,55%     |
| Participação               | Participação    | Participação        | 42 655 | 60,34%    |
| Fonte: Resultados Oficiais |                 |                     |        |           |

## Atividade política partidária
- Candidato às eleições diretas de 13 de Janeiro de 2018, perdendo para Rui Rio com uma diferença de 10% de votos dos militantes do PSD.
- Líder do Grupo Parlamentar do Partido Social Democrata (2008)
- Presidente do Partido Social Democrata (2004/2005)
- Vice-Presidente do Partido Social Democrata (2002/2004)
- Presidente da Mesa da Assembleia-Geral dos Autarcas Sociais Democratas (1997/2001)
- Presidente da Comissão Política Distrital da Área Metropolitana de Lisboa do Partido Social Democrata (1981/1985)
- Militante do Partido Social Democrata desde outubro de 1976.

## Funções exercidas
- Presidente da Câmara Municipal da Figueira da Foz (1998–2001; 2021/presente)
- Presidente do Conselho de Administração da Fundação Ricardo Espírito Santo Silva (2018-presente)
- Provedor da Santa Casa da Misericórdia de Lisboa (2011–2017)
- Vereador da Câmara Municipal de Lisboa (2009–2013)
- Primeiro-Ministro do XVI Governo Constitucional (2004/2005)
- Presidente da Câmara Municipal de Lisboa (2002/2004–2005)
- Presidente da União das Cidades Capitais Luso-Afro-Américo-Asiáticas - UCCLA (2002/2004)
- Vice-presidente do Comité Executivo do Fórum Europeu de Segurança Urbana - FESU (2002/2004)
- Vice-Presidente da UCCI para a Península Ibérica (2002–2004)
- Vice-Presidente da Mesa do Comité das Regiões (2002–2004)
- Presidente do Conselho da Região Centro (1998–2002)
- Presidente da Mesa do Congresso e do Conselho Geral da Associação Nacional dos Municípios Portugueses (1998/2001)
- Secretário de Estado da Cultura dos XI e XII Governos Constitucionais (1990/1994)
- Deputado ao Parlamento Europeu (1987/1989)
- Secretário de Estado da Presidência do Conselho de Ministros do X Governo Constitucional (1985/1987)
- Deputado à Assembleia da República nas Legislaturas de 1980, 1983, 1985, 1987, 1991, 1999 e 2005
- Assessor Jurídico do Gabinete do Primeiro-Ministro do VI Governo Constitucional (1980/1981)
- Adjunto do Ministro-Adjunto do Primeiro-Ministro do IV Governo Constitucional (1978/1979)

## Obras publicadas
- Co-autor com José Manuel Durão Barroso do livro "Sistemas de Governo e Sistema Partidário", Livraria Bertrand, 1980
- Autor do segundo projecto de Revisão Constitucional apresentado pelo Dr. Francisco Sá Carneiro e adoptado pelo Partido Social Democrata como seu projecto para a Revisão Constitucional de 1981/82
- Autor do livro "Portugal e a Europa: Que Futuro?", 1989
- Autor do livro "Os Sistemas de Governo Mistos e o Actual Sistema Português", Difel Editorial, S.A., 2001
- Autor do livro "Figueira, A Minha História", Edição do autor, 2005
- Autor do livro "Palavras Escritas", Elo, 2005
- Autor do livro "Percepções e Realidade", Aletheia Editora, 2006
- Autor do livro "A cidade é de todos", Livros d'Hoje, 2009
- Autor do livro "Pecado Original: o Choque Constitucional entre Belém e São Bento", D. Quixote, 2013

## Condecorações[25][26]
- Grã-Cruz da Ordem Nacional do Cruzeiro do Sul do Brasil (22 de agosto de 1991)
- Grã-Cruz da Ordem de Ouissam Alaoui de Marrocos (20 de fevereiro de 1995)
- Grã-Cruz da Ordem do Mérito da República da Hungria (27 de outubro de 2002)
- Grã-Cruz da Ordem Nacional do Cruzeiro do Sul do Brasil (31 de dezembro de 2003)
- Grande Condecoração de Honra em Ouro da Condecoração de Honra por Serviços à República da Áustria (11 de novembro de 2004)
- Grã-Cruz da Ordem Militar de Nosso Senhor Jesus Cristo de Portugal (19 de janeiro de 2010)

## Família
Filho de Aníbal Luís Lopes (Lisboa, São Sebastião da Pedreira, 17 de fevereiro de 1933 – 15 de março de 2012), oriundo da freguesia de Pombeiro da Beira, Arganil, e de sua mulher (Lisboa, São Sebastião da Pedreira, 9 de fevereiro de 1954) Maria Ivone Risques Pereira de Santana (Lisboa, São Sebastião da Pedreira, 11 de abril de 1931 – 22 de março de 1999), meia-sobrinha-tetraneta do 2.º Barão de Brissos. É primo em 5.º grau de Manuela Ferreira Leite.
Em 2025 é divorciado, é pai de cinco filhos e avô de sete netos.
Casou primeira vez a 29 de dezembro de 1979 com Maria Isabel Marques Dias de quem se divorciou, e de quem tem um filho, Gonçalo Nuno Marques Dias de Santana Lopes, casado em Sintra, Belas, 24 de julho de 2010 com Mafalda Rebelo de Andrade de Oliveira e Castro, trineta do 5.º Marquês de Pombal de juro e herdade e 5.º Conde de Oeiras de juro e herdade, sobrinha-tetraneta do 1.º Visconde de Castelo Novo e 5.ª neta do Representante do Título de Marquês de Olhão e 4.º Conde de Castro Marim.
Voltou a casar em Cascais, Cascais, a 13 de janeiro de 1983 com Maria Teresa Formigal de Arriaga (Lisboa, Lapa, 3 de janeiro de 1958 (67 anos)), filha de Kaúlza de Arriaga e prima-irmã de Raúl Miguel Rosado Fernandes, com quem teve, antes de se divorciar, dois filhos: Duarte Nuno (Lisboa, São Jorge de Arroios, 16 de outubro de 1983 (41 anos)) e José Maria Formigal de Arriaga de Santana Lopes (Lisboa, São Domingos de Benfica, 28 de dezembro de 1988 (36 anos)).
De Maria de Fátima "Tita" de Castro Freire Bagulho (Lisboa, Campo Grande, 13 de setembro de 1959 (65 anos)), filha de Manuel Tierno Bagulho (Elvas, 9 de novembro de 1922 – 24 de março de 2011) e de sua mulher Maria Isabel Caldeira de Castro Freire (18 de maio de 1923 – Lisboa, 16 de setembro de 2002), tem uma filha gémea e um filho gémeo, Carolina Maria e Diogo Maria de Castro Bagulho de Santana Lopes (3 de junho de 1992 (33 anos)).